# Geschiedenis van Tsjaad
Dit artikel behandelt de geschiedenis van Tsjaad.

## Van de vroegste geschiedenis tot de Franse kolonisatie
Het gebied dat tegenwoordig Tsjaad omvat werd oorspronkelijk bewoond door verschillende stammen. Menselijke resten en rotsschilderingen zijn het bewijs van een vroege bewoning. Na verloop van tijd vormden zich een aantal lokale koninkrijken die uiteindelijk overgenomen werden door het grote Kanem rijk dat het zuiden van het land overheerste vanaf ongeveer de 8e eeuw. Rondom dit koninkrijk vormden zich nog een aantal kleinere koninkrijken.
Tegen de middeleeuwen werd Tsjaad beïnvloed door "buitenstaanders". Het land werd een stop voor Arabische handelaren die handel dreven met de lokale volkeren.
Tussen de 11de en 19e eeuw gingen de inwoners van het Noordelijk- en Middendeel van het huidige Tsjaad voor het grootste deel over tot de Islam. In het zuidelijke deel van het huidige Tsjaad, waar negroïde volkeren, zoals de Soedan-negers (hoofdgroep: Sara) wonen, bleef het Animisme (natuurreligie) de grootste godsdienst. In de 19e eeuw gingen de zuiderlingen deels over tot het christendom.

## Franse kolonie
In 1823 en 1824 werd het Tsjaadmeer door Europese reizigers verder ontdekt. Omstreeks 1879 wist een Soedanees stamhoofd, Rabah, de meeste koninkrijken te onderwerpen. De Fransen, die Tsjaad beschouwden als liggend in hun invloedssfeer, wisten Rabah en diens mannen op 22 april 1900 te verslaan. Omstreeks 1915 was geheel Tsjaad onder Franse controle. De taal werd daarna officieel Frans.
In 1905 viel de bestuurlijke verantwoordelijkheid van Frans-Tsjaad onder de gouverneur-generaal in Brazzaville (Moyen Congo). In 1906 werd Frans-Tsjaad onderdeel van de kolonie Chari-Tchad en in 1910 werd het onderdeel van Frans-Equatoriaal-Afrika. Na 1922 werd het een zelfstandige kolonie binnen Frans-Equatoriaal-Afrika. Als hoofd van het Frans bestuur in Tsjaad trad een luitenant-gouverneur op (van 1934-1938 gedelegeerd-gouverneur genaamd) en sinds 1938 een gouverneur. Door de Italiaans-Franse akkoorden verloor Tsjaad de Aouzoustrook aan Libië.
Op 26 augustus 1940 koos de gouverneur-generaal van Frans-Equatoriaal-Afrika (waar Tsjaad deel van uitmaakte), Félix Éboué als eerste Franse kolonie in Afrika voor de Vrije Fransen en de geallieerden. Eboué kreeg hierbij de steun van de Tsjadisch ambtenaar Mohamed Bechir-Sow.
Na de Tweede Wereldoorlog ontstond er een groeiend nationaal bewustzijn, met name onder de Sara, die in het zuiden van het land leefden. In 1946 werd de door de Sara gedomineerde Parti Progressiste Tchadien (PTT) opgericht door Gabriel Lisette, een koloniaal ambtenaar en François Tombalbaye, een leraar.
Enige tijd na de oprichting van de PTT ontstonden er ook partijen in het Zuiden en Midden van het land, zoals de Union Démocratique Tchadienne (UDT). De UDT kampte echter met een afsplitsing, toen enkele UDT'ers de Groupement des Indépendants et Paysans Tchadian (GIRT) oprichtten.
Bij de eerste verkiezingen in 1957 behaalde de PTT de meeste zetels in de territoriale vergadering en werd Lisette president van de voorlopige regering. In 1958 kreeg Tsjaad zelfbestuur binnen de Franse Gemeenschap. In januari 1959 viel het kabinet van Lisette en bij de daaropvolgende verkiezingen behaalde de GIRT de meeste zetels in de territoriale vergadering. Gontchomé Sahoulba van de GIRT werd president van de voorlopige regering. Doch deze regering viel reeds in maart van dat jaar en Ahmad Koulamallah, een machtig Arabisch leider, werd interim-president van de voorlopige regering.
Inmiddels had Tombalbaye Lisette buitenspel gezet en werd hij tot voorzitter van de PTT gekozen. Op 26 maart 1959 volgde Tombalbaye Ahmad Koulamallah op als president van de voorlopige regering. In juni 1959 werd hij premier.

## Tombalbaye-tijdperk
Op 11 augustus 1960 werd Tsjaad een onafhankelijke republiek met Tombalbaye als eerste president. Noord- en Midden-Tsjaad bleven echter als Borkou-Ennedi-Tibesti Prefectuur (BET) tot 1965 onder Frans militair bestuur staan, hoewel de BET officieel wel bij de nieuwe republiek hoorde. De officiële taal werd daarna Frans en Arabisch
De regering van de Protestantse François Tombalbaye werd gedomineerd door Zuiderlingen (animisten en christenen). Er waren enkele moslims opgenomen uit het Noorden en Midden, maar het bleek al snel dat de Zuiderling Tombalbaye de macht niet wilde delen met de Arabieren.
Tombalbaye ontwikkelde zich tot een dictator: in 1962 werd de eenpartijstaat uitgeroepen met de PPT als enige partij en de Nationale Vergadering (parlement) werd ontbonden.
In 1965 werd het bestuur van de BET overgedragen aan de regering van Tsjaad. Direct daarna brak er in het Noorden en Midden van Tsjaad een opstand uit tegen de regering-Tombalbaye. De Fransen werden ingezet om samen met het Tsjadisch leger de opstandelingen te verslaan. Ondanks Franse druk op Tombalbaye om de traditionele bestuursstructuren in Noord-Tsjaad intact te houden, en de cultuur van de Arabieren te respecteren, verklaarde Tombalbaye tijdens een partijcongres van de PPT in 1965 dat hij een beleid van de Tsjaadse Weg zou beginnen. Volgens dit beleid moest Tsjaad een centraal geleide staat worden en zich aansluiten bij de zwarte staten van Afrika.

Vlag van Frolinat

In 1966 werd de islamitische organisatie FROLINAT opgericht die een guerrillastrijd begon tegen de Fransen en het Tsjadisch leger. FROLINAT streefde naar een Arabische staat, of in ieder geval aan deelname in de regering. Na de machtsovername van Khadafi in Libië in 1969 vestigde de FROLINAT haar hoofdkwartier in Tripoli (hoofdstad van Libië). In 1972 maakte Tombalbaye bekend dat er een einde was gekomen aan de opstand, doch in werkelijkheid ging deze gewoon door. Tot 1 september 1972 namen de Franse militairen nog deel aan de bestrijding van de opstand, doch daarna moest het Tsjadisch leger onder kolonel Félix Malloum het alleen zien de klaren.
In 1973 hief Tombalbaye de PPT op en verving haar door de Nationale Beweging voor de Sociale en Culturele Revolutie (MNRCS). Volgens Tombalbaye was de PPT tot een bolwerk van corruptie verworden. Daarnaast begon hij met een Tsjadisatie van de maatschappij. Christelijke voornamen werden verboden en daarvoor in de plaats moest men een Afrikaanse voornaam aannemen (François Tombalbaye werd N'garta Tombalbaye). De naam van de hoofdstad Fort Lamy werd gewijzigd in Ndjamena. De zuiderlingen moesten het 'Afrikaanse' Yondo-ritueel ondergaan, in werkelijkheid een ritueel dat slechts werd uitgevoerd door een klein deel van het Sara-volk waar Tombalbaye toe behoorde. Een aantal ministers, militairen en ambtenaren ondergingen het ritueel, een deel weigerde. De christelijke kerken (zowel de Rooms-Katholieke Kerk als de protestantse kerken) en de moslims protesteerden tegen het Yondo-ritueel dat zij on-christelijk achtten, terwijl Tombalbaye het als authentiek Afrikaans beschouwde. De laatste steun aan Tombalbayes regime, de christenen en zuidelijke Animisten, keerden zich nu tegen Tombalbaye.
In de loop van 1973 werd kolonel Félix Malloum, de opperbevelhebber van het Tsjadisch leger, opgepakt en beschuldigd van 'tovenarij' die gericht zou zijn tegen Tombalbaye. Tombalbaye had inmiddels een vredesverdrag met Libië gesloten (dat de FROLINAT steunde) in ruil voor het verbreken met de betrekkingen met Israël (tot dan toe een van de grootste bondgenoten van Tsjaad). Libië beloofde de FROLINAT niet meer actief te zullen steunen. Toen na enige tijd bleek dat Libië gewoon doorging met het steunen van FROLINAT stuurde Tombalbaye een afgezant naar Tripoli om Khadafi te ondervragen, deze stelde nu de eis dat Tombalbaye zich tot de islam moest bekeren en zijn christelijk geloof moest opgegeven, daarnaast moest hij de Islamitische Republiek uitroepen. Tombalbaye weigerde op deze eisen in te gaan. Tombalbaye leefde nu geheel geïsoleerd in zijn presidentieel paleis.

## Val van Tombalbaye en het Malloum-regime
Op 13 april 1975 maakten militairen een einde aan het regime van Tombalbaye. Tombalbaye kwam tijdens deze staatsgreep om het leven. Er werd een Militaire Raad in het leven geroepen en de in juni 1973 gearresteerde Félix Malloum werd tot generaal bevorderd en tot president benoemd. Generaal Malloum verbood de MNRCS (de eenheidspartij) en benoemde een nieuwe regering. In de regering zaten zowel burgers als militairen. De nog in kleinen getale aanwezige Franse militairen werden het land uitgezet en Malloum wist na verloop van tijd vrede te sluiten met FROLINAT-leider Hissène Habré. Op 29 augustus 1978 werd Habré premier van Tsjaad. Toen Malloum eiste dat de FROLINAT-soldaten moesten integreren in het Tsjadisch leger, weigerde Habré. In 1979 brak hij met Malloum en de FROLINAT-militairen wisten delen van de hoofdstad Ndjamena te bezetten. Dankzij bemiddeling van Soedan, Niger, Libië, Kameroen en Nigeria, sloten Habré en Malloum opnieuw vrede. Beiden besloten af te treden en er kwam een Voorlopige Staatsraad onder leiding van Goukouni Oueddei. Deze Voorlopige Staatsraad werd spoedig daarna vervangen door een Voorlopige Regering die gedomineerd werd door Hissène Habré, Mohammed Shawwa en Goukouni Oueddei.

## Oorlog met Libië (1973-1987)
In 1973 bezette Libië de Aouzoustrook in het noorden van het land en annexeerde dit gebied in 1976. Tijdens de Toyota-oorlog van 1987 gelukte het de Tsjadiërs om terrein te winnen op het Libische leger, hetgeen een wapenstilstand opleverde. Na lange onderhandelingen besloot in 1994 uiteindelijk het Internationale Gerechtshof dat het gebied aan Tsjaad toebehoort. Zie: Aouzoustrook.

## Burgeroorlogen tot 1996
Eind 1979 braken er gevechten uit tussen de noordelijke legers van Oueddei en Habré. Habré werd met Libische hulp aanvankelijk verslagen. Maar op 7 juni 1982 veroverde Habré met de hulp van de CIA en Soedan de hoofdstad N'djamena en vormde een nieuwe regering. Vanaf 4 september 1982 stond ook het zuiden onder zijn controle. De Unie voor de Onafhankelijkheid en de Revolutie (UNIR) werd de eenheidspartij. Met Franse hulp wist Habré zich te handhaven, maar diverse legertjes van opstandelingen bevochten het bewind. De met harde hand regerende Habré verloor omstreeks 1987 de steun van Frankrijk. Hij wist het nog tot 1990 uit te houden, maar toen werd hij verslagen door generaal Idriss Déby.
Op 2 december 1990 werd Déby voorzitter van de Patriottische Bevrijdingsbeweging en staatshoofd. Déby beloofde democratie, maar daar kwam niets van terecht.
In 1992 werd de vicevoorzitter van de Liga voor de Mensenrechten vermoord. De regeringstroepen golden als hoofdverdachte. Er braken stakingen uit en Déby liet de stakers deporteren. In februari 1993 trokken de militairen van het regeringsleger al plunderend door Ndjamena, omdat zij niet meer werden betaald. In 1993 en 1994 vielen er honderden doden tijdens gevechten tussen het regeringsleger en rebellerende milities.

## Democratie
In 1996 kwam het democratiseringsproces op gang. Bij een referendum in maart 1996 stemde de overgrote meerderheid van de kiezers voor een nieuwe grondwet. De democratische presidentsverkiezingen werden, eveneens met een grote meerderheid, door Déby gewonnen. Nadat hij in 2001 met 63% van de stemmen herkozen was, en de wettelijke limiet van twee presidentiële termijnen werd afgeschaft, werd Déby nog eens viermaal (om de vijf jaar) herkozen. Dit gebeurde telkens met overmacht; in 2011 kreeg de president zelfs meer dan 88 procent van de stemmen. De verkiezingen van 2006 en 2011 werden echter door de oppositie geboycot.
Vanaf 2003 zijn er in het oosten van Tsjaad opvangkampen voor vluchtelingen uit de aangrenzende Soedanese regio Darfur. Mede door de grote stroom vluchtelingen werd Oost-Tsjaad een instabiele regio, er braken gewapende opstanden uit. In 2006 werd een opstand van rebellen uit het oosten door het regeringsleger tegengehouden. Na onderhandelingen kwam er een vredesverdrag. Eind 2007 sloten drie rebellengroepen een alliantie waarmee ze het vredesverdrag verbraken. Op 2 februari 2008 waren de rebellen opgerukt tot aan het paleis van de president, maar leden uiteindelijk een nederlaag. Volgens Tsjaad kregen de rebellen steun van de Soedanese regering, die dat overigens ontkent. Khartoem beweert juist dat president Déby rebellen in Darfur steunt.
Idriss Déby stierf op 20 april 2021 nadat hij dodelijk gewond was geraakt bij gevechten tegen rebellengroepen aan het front in het noorden van Tsjaad. Na zijn overlijden werd een militaire overgangsraad ingesteld onder leiding van zijn zoon Mahamat Idriss Déby Itno.